# Blythe (Kalifornija)
Blythe je grad u američkoj saveznoj državi Kalifornija. Prema popisu stanovništva iz 2010. u njemu je živjelo 20,817 stanovnika.